# Mezira novella
Mezira novella är en insektsart som beskrevs av Willis Blatchley 1924. Mezira novella ingår i släktet Mezira och familjen barkskinnbaggar. Inga underarter finns listade i Catalogue of Life.